# Antonio Larreta

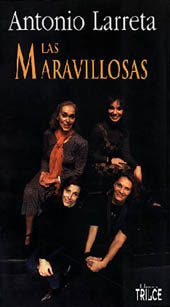
Llibre publicat per Antonio Larreta.

Antonio Larreta (Montevideo, 14 de desembre de 1922 - 19 d'agost de 2015), també conegut com a Taco Larreta, va ser un escriptor, crític i autor uruguaià. Va escriure guions cinematogràfics i el 1980 va guanyar el premi Planeta amb Volavérunt. També va participar com actor a la pel·lícula La ventana, per la que va rebre el premi al millor actor a la XV Mostra de Cinema Llatinoamericà de Catalunya.

## Filmografia
Guió
- 1980: La veritat sobre el cas Savolta
- 1981: Gary Cooper, que estás en los cielos
- 1982: Parlem aquesta nit (Hablamos esta noche)
- 1984: Els sants innocents (Los santos inocentes)
- 1986: La casa de Bernarda Alba
- 1989: El río que nos lleva
- 1990: Jo, la pitjor de totes (Yo, la peor de todas)
- 1990: Río Negro
- 1992: El maestro de esgrima

Referència literària
- 1999: Volavérunt (guanyadora del Premi Planeta)